# Michal Janovský
Michal Janovský (* 25. září 1944) je bývalý slovenský fotbalista, záložník.

## Fotbalová kariéra
V československé lize hrál za Jednotu Trenčín a ZVL Žilina.Nastoupil v 61 ligových utkáních a dal 8 ligových gólů. V nižší soutěži hrál i za ZVL Kysucké Nové Mesto.

## Ligová bilance
| Ročník                                   | Zápasy | Góly | Klub            |
| ---------------------------------------- | ------ | ---- | --------------- |
| 1. československá fotbalová liga 1966/67 | 9      | 3    | Jednota Trenčín |
| 1. československá fotbalová liga 1967/68 | 16     | 5    | Jednota Trenčín |
| 1. československá fotbalová liga 1968/69 | 16     | 0    | Jednota Trenčín |
| 1. československá fotbalová liga 1969/70 | 11     | 0    | Jednota Trenčín |
| 1. československá fotbalová liga 1970/71 | 4      | 0    | ZVL Žilina      |
| CELKEM 1. liga                           | 61     | 8    |                 |